# Pothamus
Pothamus est un groupe belge de doom metal, originaire de Malines, dans la Région flamande.

## Histoire
Le groupe, composé de trois membres, est formé en 2013. En 2015, le groupe remporte le rallye Maanrock. Selon leurs propres termes, ils jouent un mélange de post-rock tribal et de sludge metal.
Fin 2020, après un financement participatif, le groupe sort son premier album complet Raya via le label gantois Consouling Sounds,. En 2021, 2022 et 2023, Pothamus atterrit à chaque fois dans le top 66 de De De Zwaarste Lijst,. Depuis lors, le groupe est également joué à plusieurs reprises sur Radio 1 et Studio Brussel. Le groupe a déjà joué dans plusieurs grandes salles, dont Botanique, De Vooruit et Trix, et s'est produit dans quelques grands festivals, dont Rock Herk et Eurosonic.

## Discographie

### Albums studio
- 2010 : Raya (Consouling Sounds)[7]

### EP
- 2016 : I[7]